# 亞里尼夫卡 (薩爾內區)
51°23′23″N 26°32′3″E / 51.38972°N 26.53417°E
亞里尼夫卡（烏克蘭語：Яринівка），是烏克蘭的村落，位於該國西北部羅夫諾州，由薩爾內區負責管轄，始建於1577年，面積1.3平方公里，海拔高度150米，人口875，人口密度每平方公里676.7人。